# Paraegocera
Paraegocera là một chi bướm đêm thuộc họ Noctuidae.

## Loài
- Paraegocera confluens Weymer, 1892
- Paraegocera variata Candéze, 1927